# サイボーグコップ
『サイボーグコップ』（Cyborg Cop）は、1993年のアメリカ合衆国のSFアクション映画。続編として『サイボーグコップ2』と3が製作された。3はタイトルを『Terminal Impact』として公開された。

## ストーリー
ジャック・ライアンと兄のフィリップは、共にDEAの捜査官として働いていた。あるとき2人は、人質をとって廃工場に立てこもる男を相手にしていた。その男は、大手新聞社のオーナーである新聞王カーマイケルの息子だと名乗っていたが、薬物でいかれ既に死んでいる母親を呼んでくることを要求するような男のたわ言だと2人は本気にせず、ジャックは人質を救出するため男を射殺する。だがフィリップが男の死体を調べると、本当にカーマイケルの息子だったため、彼の新聞社が事件を大々的に取り上げて非難したため、ジャックたちは殺人罪で起訴されるが無罪判決となった。しかしジャックは、その騒動の責任を取る形で自主的に退職することになる。
それからしばらくたったある日、バーでフィリップと彼が養子にすると言う少年フランキーに会ったジャックは、フィリップから任務で危険な島として知られているセント・キース島に行くと知らされ、留守の間フランキーを預かってもらうよう頼まれる。そしてキース島に上陸したフィリップたちDEA捜査官は、捜査対象の建物に見張りが1人もいないことを不審に思いながらも捜索を開始する。しかし彼らの行動は、島を取り仕切ってステックマン博士らにサイボーグの製造をさせているケッセルにすべて筒抜けだった。ケッセルは直属の部下であるスティーヴに命令し、部下たちを密かに配置してフィリップたちを返り討ちにする。生き残ったフィリップは、負傷した捜査官1人を連れて無線で救助を要請するが、彼らの前にケッセルが送った殺人サイボーグが現れる。サイボーグによって捜査官が射殺された後、フィリップは右手首を切断された上に捕えられ、ケッセルのサイボーグ材料とされてしまう。
その後ジャックの家に、フィリップからのメッセージが録音されたテープが届く。それには、セント・キース島が予想以上に危険な場所で、自分が帰国する前にこのメッセージを聞いたら島に助けに来てほしいという内容だった。フィリップに何があったか確かめるため、彼の同僚のキャランに電話するが、機密事項だといって教えてもらえない。それでも引き下がらないジャックに対して、キャランはバーで会うことを伝える。彼に会ったジャックは、彼らが救助要請を聞いたにもかかわらず、上空からヘリで見ただけで退却したことを聞き、キャランと殴り合いのけんかになる。そしてジャックは、1人でフィリップを探すことを決めセント・キース島へと飛んだ。

## キャスト
| 役名                 | 俳優                       | 日本語吹替                                            |
| 役名                 | 俳優                       | VHS版                                                 |
| -------------------- | -------------------------- | ----------------------------------------------------- |
| ジャック・ライアン   | デヴィッド・ブラッドリー   | 玄田哲章                                              |
| ケッセル             | ジョン・リス＝デイヴィス   | 富田耕生                                              |
| フィリップ・ライアン | トッド・ジェンセン         | 江原正士                                              |
| キャシー             | アロナ・ショウ             | 丸山真奈実                                            |
| キャラン             | ロン・スマーチャック       | 有本欽隆                                              |
| サイボーグ           | ルーファス・スワート       | 大滝進矢                                              |
| ホーガン             | アンソニー・フリッドジョン | 上田敏也                                              |
| スティーヴ           | シャロン・ケナン           | 納谷六朗                                              |
| ステックマン博士     | ロバート・ホワイトヘッド   | 秋元羊介                                              |
| フランキー           | スティーヴン・リーダー     | こおろぎさとみ                                        |
| ケッセルの客         | ディック・ライニック       | 北村弘一                                              |
| ラスタマン           | カート・エゲルホフ         | 茶風林                                                |
| その他               |                            | 伊藤栄次 幹本雄之 土方優人 広瀬正志 吉田美保 小島敏彦 |
|                      |                            |                                                       |
| 演出                 |                            | 春日正伸                                              |
| 翻訳                 |                            | 飯嶋永昭                                              |
| 調整                 |                            | 栗林秀年                                              |
| 効果                 |                            | 山本洋平                                              |
| 制作                 |                            | ムービーテレビジョン                                  |
| 初回放送             |                            | 1995年11月18日 『ゴールデン洋画劇場』                 |

## スタッフ
- 監督：サム・ファーステンバーグ
- 脚本：グレッグ・ラター
- 製作：ダニー・ラーナー
- 製作総指揮：アヴィ・ラーナー、ジョアンナ・プラフスキー、トレヴァー・ショート
- 撮影監督：ヨッシー・ウェイン
- プロダクションデザイナー：ジョン・ローズワーン
- 編集：アラン・パッティロ
- 衣裳デザイン：ルイ・フィリップ
- 音楽：ポール・フィッシュマン